# Revision (Film)
Revision ist ein Dokumentarfilm über den Tod zweier rumänischer Roma an der deutsch-polnischen Grenze in Mecklenburg-Vorpommern im Jahr 1992. Er hatte im Februar 2012 auf der Berlinale Premiere und kam im Herbst 2012 in den deutschen Kinoverleih.

## Inhalt
Am 29. Juni 1992 kam es auf dem Gebiet der Gemeinde Nadrensee in Mecklenburg-Vorpommern zu einem Jagdunglück: die Roma Grigore Velcu und Eudache Calderar wurden in der Morgendämmerung gegen 3.45 Uhr von zwei Jägern, die auf Wildschweinjagd waren, in einem Gerstenfeld angeschossen. Wie die Ermittlungen ergaben, hatte eine einzige Kugel beide Roma in den Kopf getroffen; die Kugel hatte den Kopf des einen Mannes durchdrungen und war in den Kopf des anderen eingedrungen. Das Unglück geschah in unmittelbarer Nähe zum deutsch-polnischen Grenzübergang Pomellen.
Die beiden Opfer hatten gerade mit einer Gruppe von Landsleuten die Oder überquert und schlichen sich im Halbdunkel durch ein Gerstenfeld, als der Schuss fiel. Die Familie von Grigore Velcu hielt sich zu dieser Zeit in dem Flüchtlingsheim Gelbensande bei Rostock auf. Velcu war wegen mehrerer Papiere nach Rumänien gefahren. Grund war auch, dass seine Mutter in Rostock verstorben war und er ihre sterblichen Überreste nach Rumänien überführen lassen wollte, nachdem ihr Grab in Rostock mehrfach geschändet worden war. Er fuhr heimlich nach Rumänien, da er als Asylbewerber den Landkreis nicht hätte verlassen dürfen. Die Familie von Eudache Calderar – so war geplant – sollte später nachgeholt werden, nachdem Calderar sich Arbeit gesucht hätte.
Zwei Erntearbeiter entdeckten später mit einem Mähdrescher die beiden leblosen Körper; sie fuhren in Richtung Dorf, um Hilfe zu holen. Beide Roma waren jedoch zu diesem Zeitpunkt tot.
Die beiden Jäger, die den tödlichen Schuss abgegeben hatten, wurden ermittelt; es handelte sich um zwei Personen, die auf Wildschweinjagd waren. Sie hatten die Roma nach ihrer Aussage in der Dämmerung für Wildschweine gehalten und sofort die Flucht ergriffen, als das Unglück geschehen war. Der Prozess gegen sie endete 1999 mit einem Freispruch aus Mangel an Beweisen. Die Staatsanwaltschaft legte gegen diesen Freispruch Berufung ein, die jedoch nach drei Jahren abgelehnt wurde.
Die Familien der Toten erhielten keine Nachricht von dem Strafverfahren, sie wurden auch nicht über die Möglichkeit aufgeklärt, von der Versicherung der Jäger möglicherweise eine Entschädigung erhalten zu können.
Die Familien der Opfer leben heute in Rumänien.